# LEDA 74886

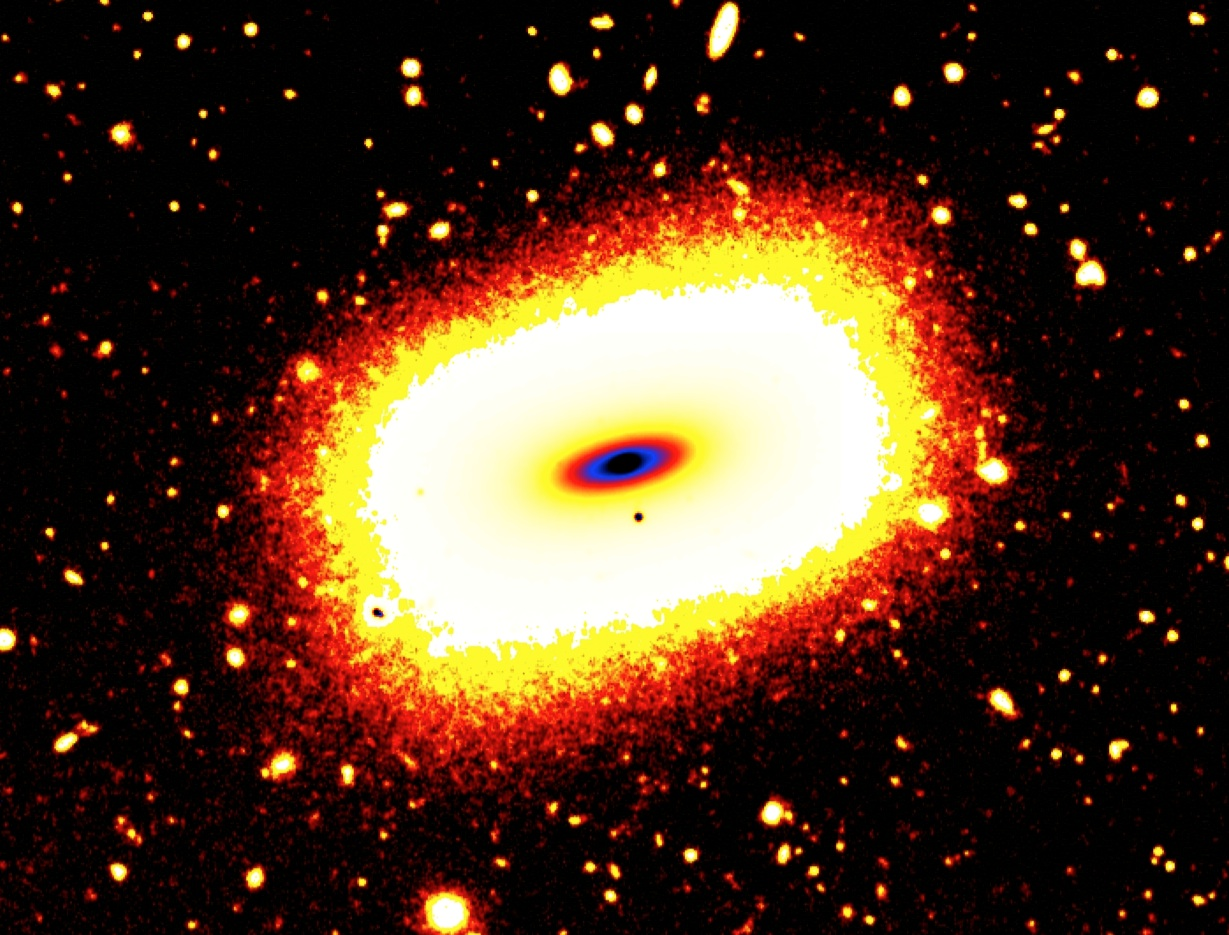
LEDA 74886 - Immagine in falsi colori (Telescopio Subaru)

LEDA 74886 è una galassia nana ellittica (dE) situata prospetticamente nella costellazione di Eridano alla distanza di 57 milioni di anni luce dalla Terra.
Fa parte del Gruppo di Eridano A (denominato anche Gruppo di NGC 1407 o Gruppo di NGC 1400), componente del Gruppo di Eridano (o Eridanus Cloud), che a sua volta confluisce nel Muro della Fornace (o Southern Supercluster).
LEDA 74886 si trova a circa a circa 50.000 parsec da NGC 1407, una galassia ellittica che è la più luminosa dell'omonimo gruppo.
La sua forma è vagamente rettangolare, simile ad altre galassie come NGC 4488, Sestante A e SDSS J074018.17+282756.3.